# Planaria
A Planaria az örvényférgek (Turbellaria) osztályának a Seriata rendjébe, ezen belül a Planariidae családjába tartozó nem. Planáriának szokták hívni a Planariidae családba tartozó többi taxont, pl. a Dugesia nemet.
Ezen állatnem sárgás testszínnel rendelkező egyedei elképesztő regenerálódási képességekkel bírnak. Ha levágják a féreg fejét, képes arra, hogy új agyat növesszen magának, majd a sérülés bekövetkezte előttihez hasonló értelmi szintre fejlessze magát. Erre a rendkívüli képességre a Tuffs Egyetem kutatói jöttek rá, amikor is elvégezték a kísérleti példányokon a fent említett beavatkozást.

## Életmódja
Ezen laposférgek kimondottan a zártabb, sötétebb helyeket kedvelik.

## Rendszerezése
A nembe az alábbi fajok tartoznak (a lista nem teljes):
- Planaria gonocephala
- gyászplanária (Planaria lugubris)
- Planaria maculata
- Planaria barroisi
- Planaria dybouskyi
- Planaria flava
- Planaria fontana
- Planaria fuliginosus
- Planaria grubii
- Planaria ignorata
- Planaria kempi
- Planaria limuli
- Planaria luteola
- Planaria marmorosa
- Planaria onegensis
- Planaria polychroa
- Planaria rosea
- mocsári planária (Planaria torva)
- Planaria verrucosa
- Planaria wytegrensis
- Planaria wigilotisis